# Tarsius sangirensis
Il tarsio di Sangihe (Tarsius sangirensis Meyer, 1897) è un primate aplorrino della famiglia dei Tarsidi.

## Descrizione
È il più grande rappresentante vivente del suo genere: misura infatti fino a 40 cm di lunghezza, dei quali i due terzi circa spettano alla lunga coda, glabra ad eccezione di un ciuffo di peli scuri in punta.

Il resto del mantello è invece di colore grigio-bruno.

## Distribuzione e habitat
È endemico dell'isola Sangihe maggiore, a nord di Sulawesi, dove colonizza le aree di foresta pluviale primaria e secondaria.

## Tassonomia
Veniva un tempo considerato una sottospecie di Tarsius tarsier (T. spectrum sangirensis), ma col riordino del genere è stata elevata al rango di nuova specie.

## Conservazione
La IUCN Red List classifica Tarsius sangirensis come specie in pericolo di estinzione (Endangered).